# Hesperia (Tochter des Kebren)
Hesperia (altgriechisch Ἑσπερίη Hesperíē) ist die Tochter des Flussgottes Kebren.
Aisakos sah sie einst, wie sie sich die Haare am gleichnamigen Fluss, dessen Gottheit ihr Vater war, trocknete. Er verliebte sich daraufhin „unsterblich“ in sie. Sie starb, als sie auf der Flucht vor diesem von einer Schlange gebissen wurde.